# Kiss You All Over
"Kiss You All Over" is een nummer van de Amerikaanse band Exile. Het nummer verscheen op hun album Mixed Emotions uit 1978. Dat jaar werd het nummer uitgebracht als de eerste single van het album.

## Achtergrond
"Kiss You All Over" is geschreven door het songwriterduo Chinn & Chapman en geproduceerd door Mike Chapman. Chapman zou geïnspireerd zijn geraakt om het nummer te schrijven nadat hij naar "It's Ecstasy When You Lay Down Next to Me" van Barry White had geluisterd. De zang op het nummer wordt gedeeld door leadzanger Jimmy Stokley en gitarist J.P. Pennington.
"Kiss You All Over" werd het enige mainstreamsucces van Exile (later zou de groep nog wel veel nummer 1-noteringen in de Amerikaanse countrylijsten behalen). Het werd een nummer 1-hit in de Amerikaanse Billboard Hot 100 en behaalde ook in onder meer Australië en Nieuw-Zeeland de toppositie. In de Britse UK Singles Chart werd de zesde plaats gehaald, en ook in Canada, Duitsland, Ierland, Noorwegen, Oostenrijk, Zweden en Zwitserland werd het een top 10-hit. In Nederland werd de vierde plaats in de Top 40 en de zevende plaats in de Nationale Hitparade gehaald, en ook in een voorloper van de Vlaamse Ultratop 50 kwam de single op nummer zeven terecht.
In 1985 had Bonnie St. Claire een klein succes met een Nederlandstalige versie van "Kiss You All Over", genaamd "Doe alles nog een keer over". Zij behaalde de Nederlandse Top 40 weliswaar niet, maar kwam wel tot de vijftiende plaats in de Tipparade. 1997 bracht het Duitse eurodancetrio No Mercy een cover van "Kiss You All Over" uit. Deze bereikte ook wereldwijd de hitlijsten. In de Billboard Hot 100 kwam het tot de tachtigste plaats en in de UK Singles Chart werd de zestiende positie gehaald. In Nederland kwam het tot de achttiende plaats in de Top 40 en de dertigste plaats in de Mega Top 100, en in de Vlaamse Ultratop 50 kwam het tot positie 43. Daarnaast bestaan er covers van Phyllis Hyman en Millie Jackson en is het door The Star Sisters opgenomen in hun medley "Bad Girls".

## Hitnoteringen

### Exile

#### Nederlandse Top 40
| Hitnotering: 14-10-1978 t/m 06-01-1979 | Hitnotering: 14-10-1978 t/m 06-01-1979 | Hitnotering: 14-10-1978 t/m 06-01-1979 | Hitnotering: 14-10-1978 t/m 06-01-1979 | Hitnotering: 14-10-1978 t/m 06-01-1979 | Hitnotering: 14-10-1978 t/m 06-01-1979 | Hitnotering: 14-10-1978 t/m 06-01-1979 | Hitnotering: 14-10-1978 t/m 06-01-1979 | Hitnotering: 14-10-1978 t/m 06-01-1979 | Hitnotering: 14-10-1978 t/m 06-01-1979 | Hitnotering: 14-10-1978 t/m 06-01-1979 | Hitnotering: 14-10-1978 t/m 06-01-1979 | Hitnotering: 14-10-1978 t/m 06-01-1979 | Hitnotering: 14-10-1978 t/m 06-01-1979 |
| Week                                   | 1                                      | 2                                      | 3                                      | 4                                      | 5                                      | 6                                      | 7                                      | 8                                      | 9                                      | 10                                     | 11                                     | 12                                     |                                        |
| -------------------------------------- | -------------------------------------- | -------------------------------------- | -------------------------------------- | -------------------------------------- | -------------------------------------- | -------------------------------------- | -------------------------------------- | -------------------------------------- | -------------------------------------- | -------------------------------------- | -------------------------------------- | -------------------------------------- | -------------------------------------- |
| Nummer                                 | 31                                     | 21                                     | 16                                     | 12                                     | 10                                     | 6                                      | 4                                      | 4                                      | 5                                      | 12                                     | 17                                     | 37                                     | uit                                    |

#### Nationale Hitparade
| Hitnotering: 21-10-1978 t/m 13-01-1979 | Hitnotering: 21-10-1978 t/m 13-01-1979 | Hitnotering: 21-10-1978 t/m 13-01-1979 | Hitnotering: 21-10-1978 t/m 13-01-1979 | Hitnotering: 21-10-1978 t/m 13-01-1979 | Hitnotering: 21-10-1978 t/m 13-01-1979 | Hitnotering: 21-10-1978 t/m 13-01-1979 | Hitnotering: 21-10-1978 t/m 13-01-1979 | Hitnotering: 21-10-1978 t/m 13-01-1979 | Hitnotering: 21-10-1978 t/m 13-01-1979 | Hitnotering: 21-10-1978 t/m 13-01-1979 | Hitnotering: 21-10-1978 t/m 13-01-1979 | Hitnotering: 21-10-1978 t/m 13-01-1979 | Hitnotering: 21-10-1978 t/m 13-01-1979 | Hitnotering: 21-10-1978 t/m 13-01-1979 |
| Week                                   | 1                                      | 2                                      | 3                                      | 4                                      | 5                                      | 6                                      | 7                                      | 8                                      | 9                                      | 10                                     | 11                                     | 12                                     | 13                                     |                                        |
| -------------------------------------- | -------------------------------------- | -------------------------------------- | -------------------------------------- | -------------------------------------- | -------------------------------------- | -------------------------------------- | -------------------------------------- | -------------------------------------- | -------------------------------------- | -------------------------------------- | -------------------------------------- | -------------------------------------- | -------------------------------------- | -------------------------------------- |
| Nummer                                 | 31                                     | 15                                     | 10                                     | 13                                     | 10                                     | 7                                      | 9                                      | 8                                      | 13                                     | 14                                     | 22                                     | 33                                     | 43                                     | uit                                    |

#### NPO Radio 2 Top 2000
| Nummer met noteringen in de NPO Radio 2 Top 2000 | '99  | '00 | '01  | '02  | '03  | '04  | '05  | '06  | '07 | '08  | '09  | '10  |
| ------------------------------------------------ | ---- | --- | ---- | ---- | ---- | ---- | ---- | ---- | --- | ---- | ---- | ---- |
| Kiss You All Over                                | 1035 | 925 | 1130 | 1125 | 1258 | 1377 | 1508 | 1684 | -   | 1775 | 1639 | 1691 |

1. ↑  Een '-' betekent dat het nummer niet was genoteerd en een vetgedrukt getal geeft de hoogste notering aan.
2. ↑  Deze tabel is bijgewerkt tot en met de laatste editie (2024).

### No Mercy

#### Nederlandse Top 40
| Hitnotering: 23-08-1997 t/m 13-09-1997 | Hitnotering: 23-08-1997 t/m 13-09-1997 | Hitnotering: 23-08-1997 t/m 13-09-1997 | Hitnotering: 23-08-1997 t/m 13-09-1997 | Hitnotering: 23-08-1997 t/m 13-09-1997 | Hitnotering: 23-08-1997 t/m 13-09-1997 |
| Week                                   | 1                                      | 2                                      | 3                                      | 4                                      |                                        |
| -------------------------------------- | -------------------------------------- | -------------------------------------- | -------------------------------------- | -------------------------------------- | -------------------------------------- |
| Nummer                                 | 21                                     | 18                                     | 21                                     | 33                                     | uit                                    |

#### Mega Top 100
| Hitnotering: 23-08-1997 t/m 11-10-1997 | Hitnotering: 23-08-1997 t/m 11-10-1997 | Hitnotering: 23-08-1997 t/m 11-10-1997 | Hitnotering: 23-08-1997 t/m 11-10-1997 | Hitnotering: 23-08-1997 t/m 11-10-1997 | Hitnotering: 23-08-1997 t/m 11-10-1997 | Hitnotering: 23-08-1997 t/m 11-10-1997 | Hitnotering: 23-08-1997 t/m 11-10-1997 | Hitnotering: 23-08-1997 t/m 11-10-1997 | Hitnotering: 23-08-1997 t/m 11-10-1997 |
| Week                                   | 1                                      | 2                                      | 3                                      | 4                                      | 5                                      | 6                                      | 7                                      | 8                                      |                                        |
| -------------------------------------- | -------------------------------------- | -------------------------------------- | -------------------------------------- | -------------------------------------- | -------------------------------------- | -------------------------------------- | -------------------------------------- | -------------------------------------- | -------------------------------------- |
| Nummer                                 | 59                                     | 45                                     | 30                                     | 30                                     | 39                                     | 48                                     | 59                                     | 77                                     | uit                                    |